# Rakinac
Rakinac (en serbe cyrillique : Ракинац) est un village de Serbie situé dans la municipalité de Velika Plana, district de Podunavlje. Au recensement de 2011, il comptait 962 habitants.

## Démographie

### Évolution historique de la population
| 1948  | 1953  | 1961  | 1971  | 1981  | 1991  | 2002  | 2011 |
| ----- | ----- | ----- | ----- | ----- | ----- | ----- | ---- |
| 1 786 | 1 810 | 1 668 | 1 566 | 1 516 | 1 404 | 1 100 | 962  |

|  |